# 阿靈頓 (亞利桑那州)
阿靈頓（英語：Arlington）是位於美國亞利桑那州馬里科帕縣的一個人口普查指定地區。根據2010年美國人口普查，該地人口為194人，而該地的面積約為5.94平方千米。

## 地理
阿靈頓的座標為33°19′32″N 112°45′51″W / 33.32556°N 112.76417°W，而該地最高點為海拔高度245米（即804英尺）。